# Whitesboro (Alabama)
Whitesboro – jednostka osadnicza w Stanach Zjednoczonych, w stanie Alabama, w hrabstwie Etowah.